# Герхарди, Гино
Ги́но Герха́рди (нем. Gino Gerhardi, 1 августа 1988, Бернау) — немецкий бобслеист, разгоняющий, выступает за сборную Германии с 2008 года. Серебряный призёр чемпионата мира, призёр и победитель многих этапов Кубков мира, Европы и Северной Америки. Прежде чем перейти в бобслей, занимался лёгкой атлетикой.

## Биография
Гино Герхарди родился 1 августа 1988 года в коммуне Бернау, федеральная земля Бранденбург. В детстве активно занимался лёгкой атлетикой, но в возрасте семнадцати лет решил перейти в бобслей и вскоре стал разгоняющим команды пилота Мануэля Махаты. Первого серьёзного успеха в этом виде спорта добился в 2008 году, когда выиграл молодёжный чемпионат Германии, тогда же к нему пришли первые медали на этапах Кубка Европы. В следующем сезоне вновь был лучшим среди немецких юниоров, с четырёхместным экипажем завоевал бронзовую медаль на молодёжном чемпионате мира в Кёнигсзе. В зачёте Кубка мира дебютировал в ноябре 2009 года — на этапе в американском Лейк-Плэсиде участвовал в состязаниях смешанных команд по бобслею и скелетону, занял четвёртое место. Завершил этот сезон победой на чемпионате мира среди юниоров в швейцарском Санкт-Морице, их с Махатой четвёрка финишировала заметно лучше всех остальных соперников.
В сезоне 2011/12 Герхарди выиграл молодёжный чемпионат мира как в двойках, так и четвёрках, благодаря чему сумел пробиться в основной состав немецкой национальной сборной. Регулярно выступал в кубке мира, при этом дважды побывал на пьедестале почёта: на этапе в Ла-Плани получил бронзу, на этапе в Винтерберге золото (обе медали с четырёхместным экипажем). В 2013 году завоевал три бронзовые кубковые медали, добыл серебро в смешанной дисциплине на взрослом чемпионате мира в Санкт-Морице, однако из-за слишком высокой конкуренции в команде вскоре выбыл из основного состава и целый сезон вынужден был провести на второстепенных Кубках Европы и Северной Америки. Пилот Мануэль Махата не смог квалифицироваться на зимние Олимпийские игры 2014 года в Сочи, соответственно, и его разгоняющий Гино Герхарди тоже остался на этот раз без Олимпиады.